# La Chasse au tigre (Rubens)
Pour les articles homonymes, voir La Chasse au tigre.
La Chasse au tigre est un tableau de Pierre Paul Rubens réalisé entre 1615 et 1617.
Le tableau représente plusieurs hommes vêtus de façon hétéroclite (deux cavaliers en armures type conquistador, trois cavaliers de type ottomans, deux hommes en tuniques) en train de chasser quatre fauves : deux tigres, un Lion et un léopard. Le tableau est parfois appelé La Chasse au tigre, au lion et au léopard ou Chasse aux tigres et aux lions.
La composition reprend celle de La Bataille d'Anghiari par Léonard de Vinci.

## Historique

### Rubens dans les années 1610

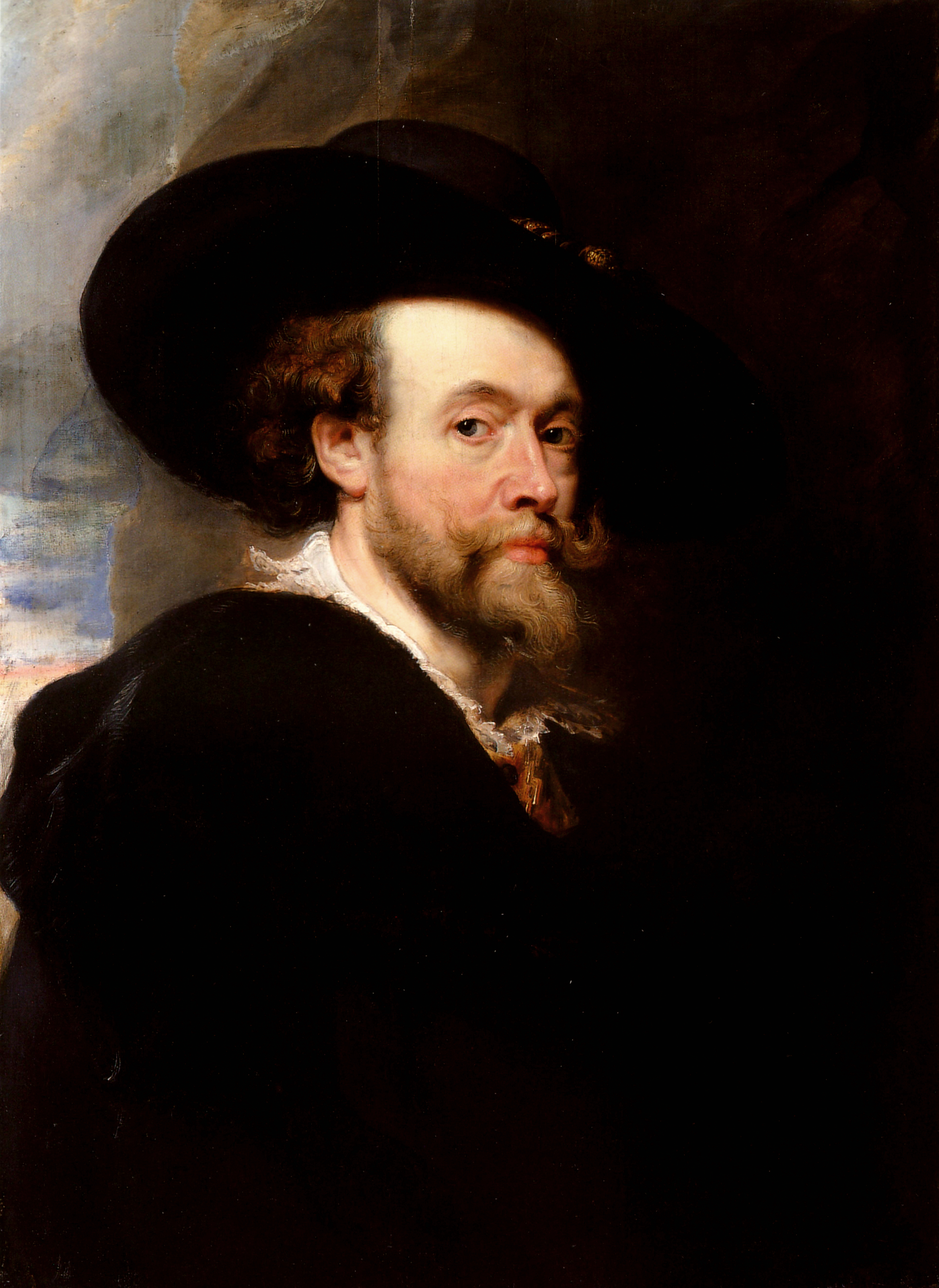
Pierre Paul Rubens, autoportrait de 1623.

Né à Siegen en 1577, Pierre Paul Rubens a eu une influence considérable dans l'art européen du XVIIe siècle, considéré comme l'instigateur avec Rembrandt du style baroque,. En 1587, il entre en formation dans l'atelier anversois d'Adam van Noort. De 1600 à 1608, Rubens part en Italie où il reçoit l'influence des peintres italiens de la Renaissance, notamment de Titien, Le Tintoret, Le Caravage et Michel-Ange, mais également de Giulio Romano. 
Rubens retourne et travaille dans son propre atelier d'Anvers de la fin de l'année 1608 à 1621,. Dans les années 1610 et 1620, époque correspondant à la mise en œuvre de La Chasse au tigre, l'art de Rubens est imprégné de thèmes dramatiques et passionnels. Dès son retour d'Italie, deux séries de tableaux peuvent être distinguées : la première se caractérise par un échelonnement des personnages en profondeur, comme dans La Défaite de Sennacherib, alors que dans la seconde, la majorité des figures sont placées au premier plan, comme La Chasse au tigre. Le style de Rubens, antérieurement plus influencé par Le Caravage et Michel-Ange, devient plus classique, avec une structure harmonieuse, des personnages plus sculpturaux et des couleurs saturées, marqués par des œuvres comme La Descente de Croix de la cathédrale Notre-Dame d'Anvers.

### La commande
La Chasse au tigre fait partie d'un ensemble décoratif de quatre tableaux avec La Chasse au sanglier, La Chasse à l'hippopotame et au crocodile et La Chasse au lion commandés par Maximilien Ier de Bavière,, entre 1615 et 1616. Une version de La Chasse au tigre apparaît dans L'Allégorie de la vue réalisée par Rubens en collaboration avec Jan Brueghel l'Ancien, datée de 1617,, et il est probable que la peinture ait été réalisée peu de temps après L'Histoire de Decius Mus (commandée le 9 novembre 1616) puisqu'elle en reprend certains motifs. La Chasse au tigre a donc probablement été réalisée en 1617. Un paiement de 1 400 florins de la cour de Munich en 1619 pour des peintures d'Anvers pourrait être relié aux toiles de la suite décorative. 

Les trois autres tableaux de l'ensemble décoratif de Schleissheim
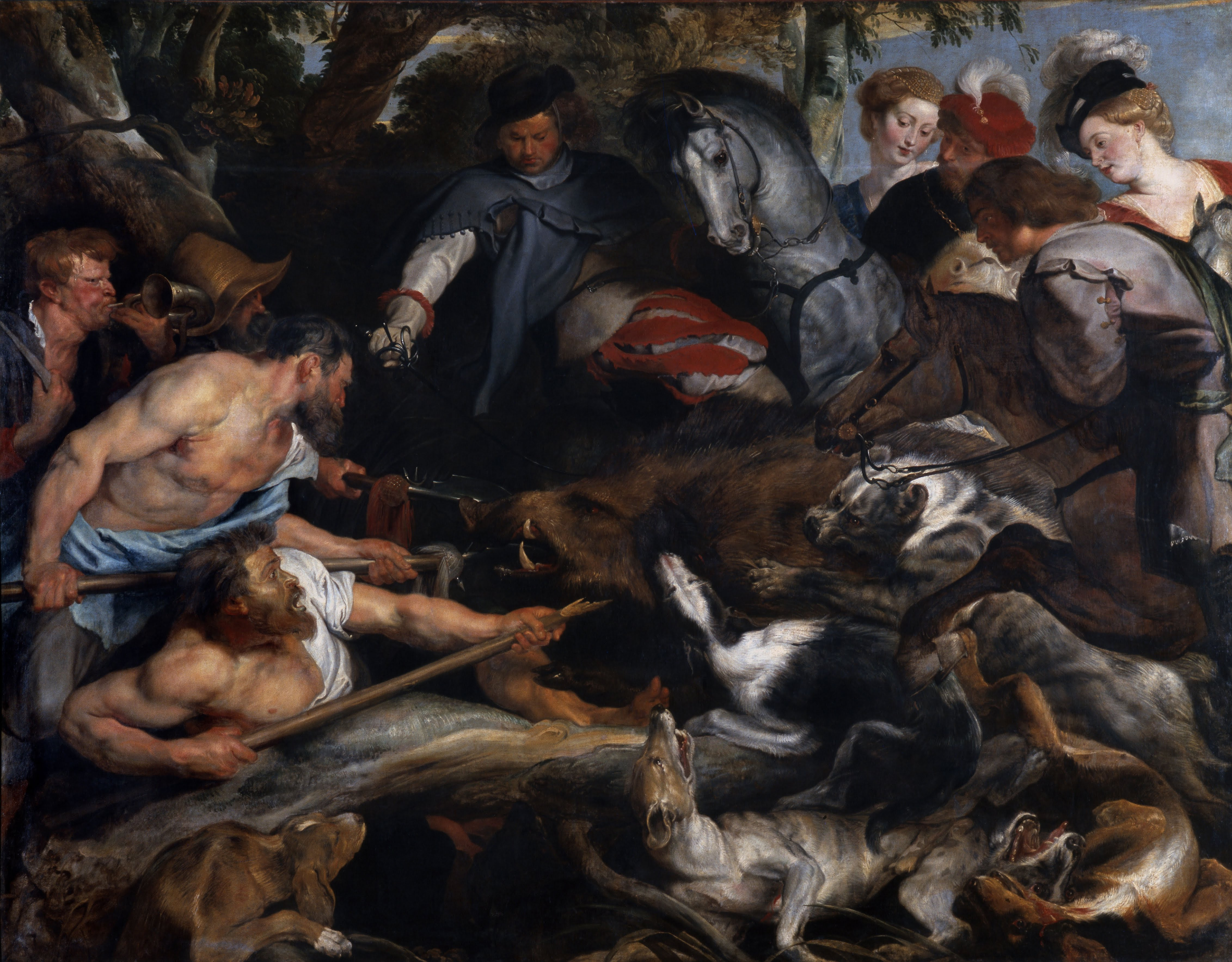
La Chasse au sanglier
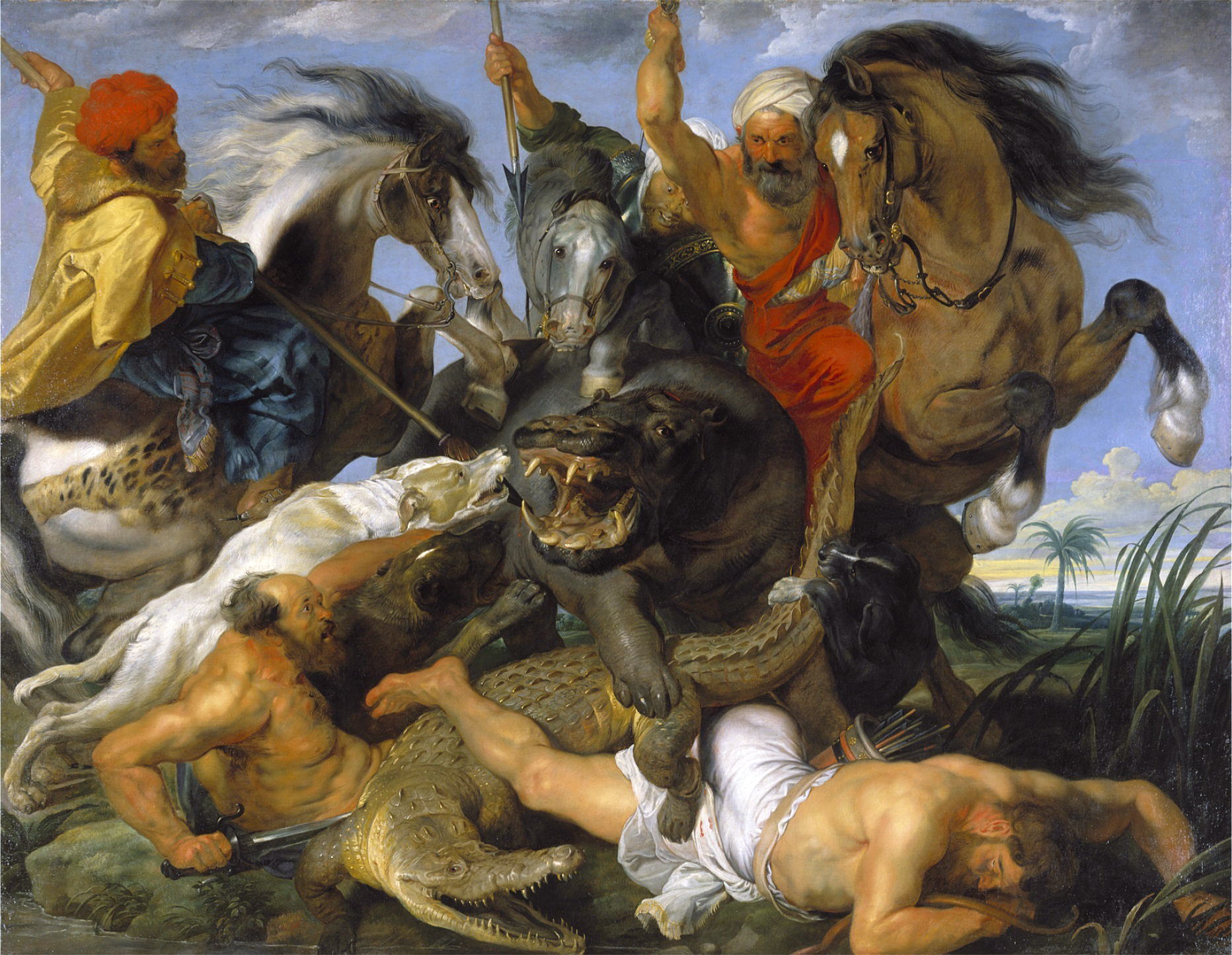
La Chasse à l'hippopotame et au crocodile
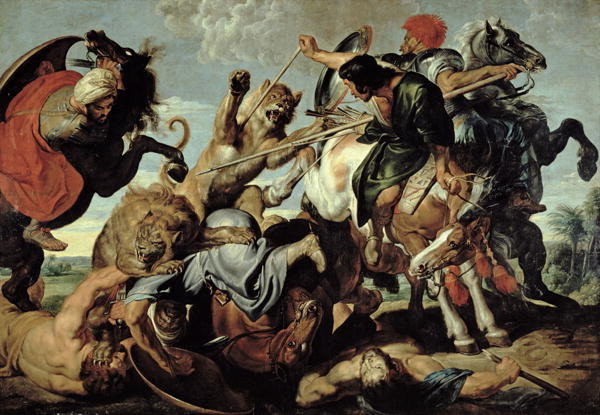
La Chasse au lion - réplique

Une lettre du 28 avril 1618 à sir Dudley Carleton confirme que Rubens a peint une « Chasse au lion » pour le duc de Bavière. Une autre lettre, de Toby Matthew à Dudley Carleton, datée du 25 novembre 1620, spécifie qu'une Chasse au tigre a également été vendue au duc pour 100 livres sterling. Cette abondante correspondance est cependant assez floue. La lettre du 25 novembre 1620 décrit une chasse au lion et au tigre, avec seulement trois cavaliers, tandis que d'autres écrits décrivent simplement une chasse au lion. Jacob Burchard a émis l'hypothèse que l’œuvre dont est l'objet les diverses lettres est en fait une chasse au lion telle que le tableau perdu de Bordeaux. Selon Arnout Balis, cela pourrait également être la copie du Palazzo Corsini (copie n°4 du catalogue raisonné du Corpus Rubenianum). 
Les quatre chasses ont vraisemblablement été peintes peu de temps après La Chasse au loup et au renard. Maximilien de Bavière connait probablement ce tableau grâce à ses contacts à la cour de l'archiduché de Bruxelles. On ignore si les sujets de ces quatre tableaux ont été suggérés par le commanditaire ou par Rubens lui-même. Arnout Balis suggère que Rubens a pu peindre de sa propre initiative certains tableaux de l'ensemble décoratif, puis recevoir des directives spécifiques des représentants de Maximilien de Bavière. 
L'ensemble des quatre tableaux est exposé dans l’Altes Schloss du château de Schleissheim, dont la décoration est dominée par les thèmes agricoles et pastoraux. En 1637, la série de quatre tableaux est bien inventoriée au château, partagé entre l'Abclaidtzimer (le vestiaire) et le Taflzimer (la salle à manger), où se situe La Chasse au tigre. En 1706, le duc de Marlborough John Churchill demande à l'empereur du Saint-Empire Joseph Ier de les lui remettre pour le récompenser de ses succès militaires, mais sa requête est rejetée. Au cours du XVIIIe siècle, l'ensemble décoratif est transféré au Neues Schloss.

### Dispersion de l'ensemble décoratif
Le 12 fructidor an VIII (30 août 1800), les quatre tableaux sont envoyés par Étienne Neveu depuis Munich parmi 72 œuvres,. Une lettre du 27 fructidor an VIII (14 septembre 1800) signée par Napoléon Bonaparte signale qu'il s'agit de dons et que les quatre tableaux sont « un témoignage de l'estime qu'inspire le gouvernement ». Considérés comme des copies de Rubens, les quatre tableaux arrivent le 18 brumaire an IX (9 novembre 1800) au musée central des Arts, actuellement musée du Louvre, où ils seront exposés brièvement. En 1811, La Chasse au tigre est envoyée au musée des beaux-arts de Rennes, lors du 2e envoi du musée des Arts de Paris. 
Les autres tableaux sont dispersés : La Chasse au sanglier au musée des beaux-arts de Marseille,, La Chasse à l'hippopotame et au crocodile à l'Alte Pinakothek à Munich et La Chasse au lion à Bordeaux. La Chasse au lion est détruite lors d'un incendie en 1870, et seule une réplique d'une collection privée anglaise est parvenue jusqu'à nous.

### Histoire moderne

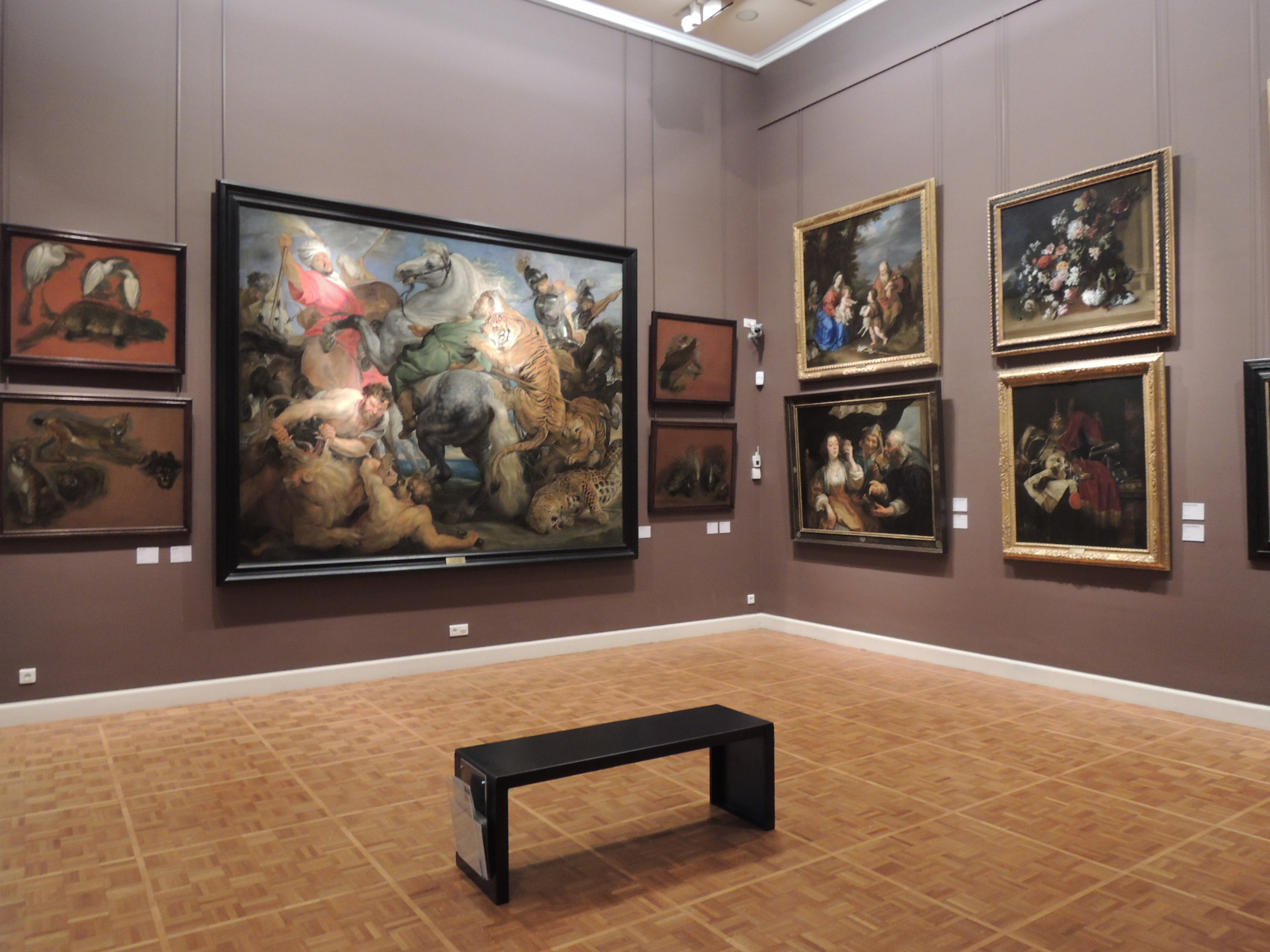
La Chasse au tigre au musée des Beaux-Arts de Rennes en 2015, après sa restauration.

Le tableau a été restauré en 1963. Il a été utilisé lors des expositions Le siècle de Rubens dans les collections publiques françaises au Grand Palais à Paris en 1977 (no 119), pour laquelle une seconde restauration est effectuée, et « Wittelsbach et Bavière » à Munich en 1980 (no 499). 
Une restauration est réalisée en 2014 par le Centre de recherche et de restauration des musées de France. Dans le cadre de l'exposition Sensation et sensualité. Rubens et son héritage, l’œuvre est ensuite transférée  au Bozar à Bruxelles du 25 septembre 2014 au 4 janvier 2015, puis du 24 janvier 2015 au 10 avril 2015 à la Royal Academy à Londres. Le tableau figure sur la couverture du catalogue de l'exposition en anglais.

### Popularité

#### Accueil de l'œuvre

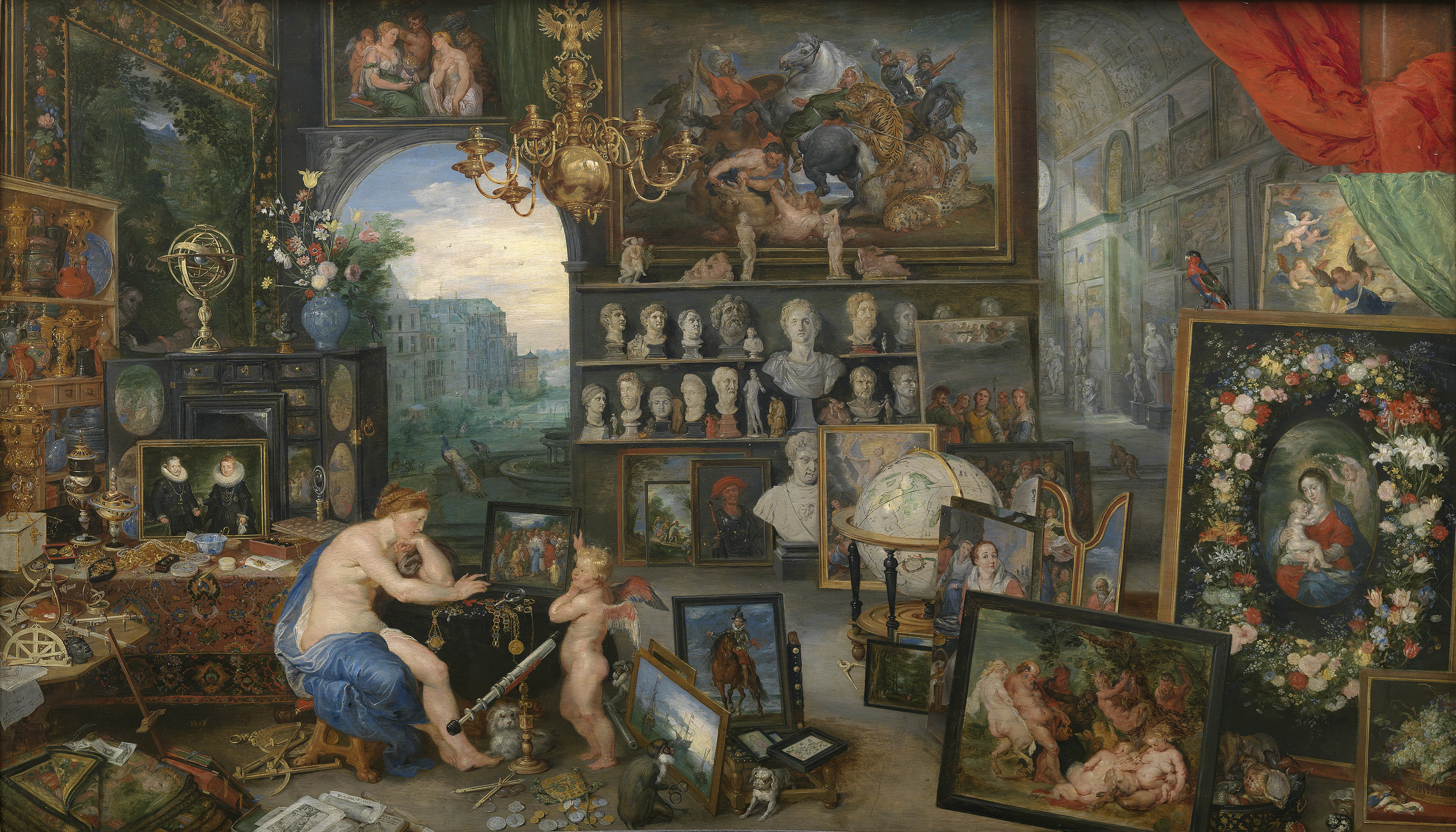
Allégorie de la Vue, Jan Brueghel l'Ancien et Pierre Paul Rubens (1617).

Les quatre scènes de chasse de Maximilien de Bavière sont considérées comme les meilleurs exemples de l'habileté de Rubens à dépeindre des animaux sauvages dans des postures héroïques. Toutefois, La Chasse au tigre occupe une place à part : il s'agit en effet du seul tableau qui ne soit pas issu d'une eau-forte de Soutman ; par ailleurs les copies sont les plus nombreuses et des éléments de la composition ont été fréquemment réutilisés par l'atelier de Rubens. 
Peint en 1617 par Jan Brueghel l'Ancien et Pierre Paul Rubens, l’Allégorie de la Vue, faisant partie de la série des Cinq sens visible au musée du Prado, représente un cabinet de collectionneur d'art où de nombreuses œuvres de Rubens sont reconnaissables : La Chasse au tigre se trouve au centre en arrière-plan.
Rubens introduit dans ses chasses de violentes émotions et des détails horribles, qui, à son époque, n'a jamais été poussée aussi loin, hormis peut-être dans la Bataille d'Anghiari de Léonard de Vinci. Le réalisme des émotions violentes des personnages et la violence des scènes constitue une nouveauté à cette époque. Ainsi, le prince de Galles Charles, qui a reçu une copie de La Chasse au tigre, trouve que le tableau est trop cruel et violent à son goût et qu'il préfèrerait une peinture avec des bêtes dociles.
La popularité européenne des scènes de chasse de Rubens est notamment acquise grâce aux diffusions aux générations futures des gravures de Schelte Adams Bolswert, aux eaux-fortes de Pieter Claesz Soutman et notamment à La Chasse au lion et au léopard de Jonas Suyderhoef et Soutman. La Chasse au tigre a fait l'objet de nombreuses copies d'atelier, ce qui laisse à penser que Rubens l'appréciait.
Dans l'édition de 1843 du Magasin pittoresque, le tableau est considéré comme une des œuvres les plus remarquables du musée des beaux-arts de Rennes, bien qu'il soit envisagé que le tableau soit une copie de Rubens. En 1859, Louis Clément de Ris juge la Chasse au tigre comme « une œuvre ordinaire quoique belle », qu'il attribue à Frans Snyders. Selon Guillaume Kazerouni, conservateur du musée des Beaux-Arts de Rennes, il s'agit du tableau préféré de nombreux visiteurs. Jeff Koons choisit le tableau pour faire partie de sa série « Gazing Ball » ; il déclare à cette occasion qu'il s'agit d'« une œuvre chargée de puissance et d’émotion ».

#### Dans la culture populaire
Une réplique du tableau apparait dans l'épisode no 17 de la troisième saison de la série Mentalist.
En 2017, La Chasse au tigre est imprimé sur des sacs et petite maroquinerie Louis Vuitton dans le cadre de la collection « Masters », elle-même inspirée de la série de Jeff Koons.
En 2018, le tableau est présent sur l’affiche de la première saison de la série Succession.

## Description

### La version de Rennes
Huit hommes et cinq félins sont engagés dans un combat. Un cheval gris pommelé se cabre au milieu de la composition. Il est monté par un chasseur portant un turban, habillé en vert et tiré en arrière par un tigre. Deux cavaliers habillés en armure antique sur la droite se préparent à attaquer le félin central. À droite, au pied du cheval, une tigresse essaie de transporter ses petits à l'abri. Un léopard git en bas à droite du tableau, deux javelots plantés dans le corps.
Au premier plan à gauche, un homme, ressemblant à Samson, ouvre la gueule d'un lion. Ce dernier maintient un homme à terre de ses pattes avant. Derrière eux, trois cavaliers menacent un second lion, dont seuls le museau et les pattes avant sont visibles à gauche du tableau. Monté sur un cheval qui rue, un Maure, portant un turban et vêtu de rouge, est, des trois cavaliers armés de piques, celui qui est peint avec le plus de précision. Les deux autres sont beaucoup moins visibles.
Le paysage est une simple ligne d'horizon, et seul un palmier en partie effacé permet de dire qu'il s'agit d'un paysage terrestre.

### Copies

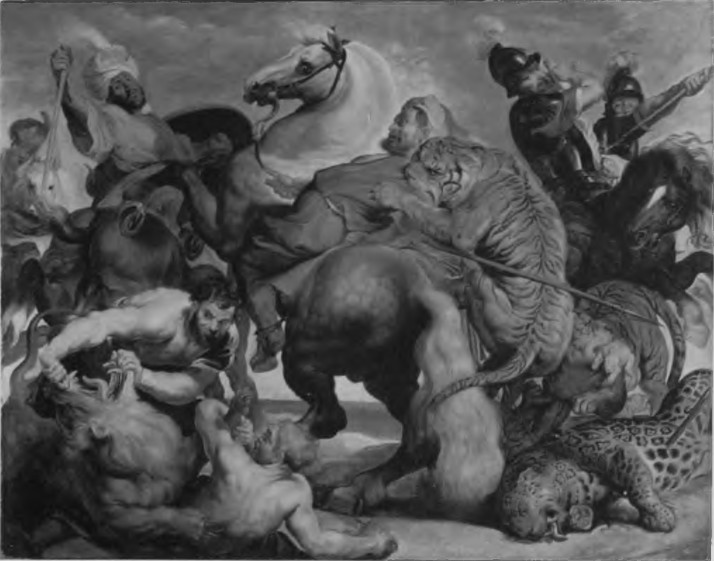
Modello du Wadsworth Atheneum : il s'agit peut-être de la copie refusée par le prince de Galles.

Les copies de La Chasse au tigre sont très nombreuses et certaines ont probablement été perdues. Arnout Balis en dénombre 21 dans le Corpus Rubenianum. Nombre d'entre elles ont été réalisées par Rubens ou par son atelier. Les copies n°13, 14 et 15 sont de qualité plus médiocre et ne sont pas considérées comme relevant de l'atelier de Rubens. Les numéros 9, 10, 11 et 12 font partie de séries de copies de l'ensemble de Schleissheim et ont manifestement été peintes après leur départ vers le château. Ce sont par ailleurs des copies fidèles de la toile de Rennes tout comme les numéros 7 et 8. Les autres copies sont si hétérogènes qu'elles peuvent quasiment être considérées comme des variantes. Par exemple, La Chasse au lion et au léopard de la Gemäldegalerie Alte Meister de Dresde peut être considérée comme une variante de La Chasse au tigre, réalisée par l'atelier de Rubens et retouchée par le maître. 
Il est difficile de classer les copies par composition, toutefois, trois types de variations sont notées par Arnout Balis. La composition est souvent étirée horizontalement. Pour d'autres copies, il manque un personnage sur la gauche. Enfin, le personnage de Samson peut prendre une pose différente.
L'une des copies de La Chasse au tigre, généralement attribué au n°3 du Corpus Rubenianum, est connue pour être la source d'un désagrément pour Rubens : Dudley Carleton et le peintre ont décidé d'échanger une œuvre de Jacopo Bassano contre une peinture de Rubens. Toutefois, le Jacopo Bassano livré à Anvers est très abîmé et Rubens envoie en retour une copie de piètre qualité de La Chasse au tigre. Dudley Carleton accepte malgré tout ce tableau qu'il envoie à son ami Lord Danvers, qui le destinait au prince de Galles, futur Charles Ier d'Angleterre. Le destinataire final refusa l’œuvre, ce qui fut désagréable pour l'ensemble des protagonistes,. 
| no | Type                      | Dimensions           | Historique | Réf.   |
| -- | ------------------------- | -------------------- | --- | ------ |
| 1  | Peinture, support inconnu | inconnues            | Tableau commandé par Albert d'Autriche et Isabelle-Claire-Eugénie en 1617 et perdu dans l'incendie du palais du Coudenberg en 1731,. L'Allégorie de la vue et L'Allégorie de la vue et de l'odorat par Jan Brueghel l'Ancien et Rubens représentent cette copie, de façon très fidèle. | [ 18 ] |
| 2  | Peinture sur toile        | 125 × 170 cm         | Réplique d'atelier, provenant de Barcelone. | [ 18 ] |
| 3  | Peinture sur bois         | 99 × 125 cm          | Modello du Wadsworth Atheneum, Collection Sumner. Inv. No.1952.52. Cette réplique d'abord attribuée à Rubens puis à Pieter Claesz Soutman est détenue au Wadsworth Atheneum à Hartford : il s'agit peut-être de la copie refusée par le prince de Galles. | [ 44 ] |
| 4  | Peinture sur toile        | 119 × 152 cm         | Tableau retouché par Rubens. Galerie d'Art antique à Rome déposée au ministère des Affaires étrangères. | [ 45 ] |
| 5  | Peinture sur bois         | 120 × 140 cm         | Copie d'atelier, vendue en 1905 à l'Hôtel Drouot lors de la vente Bercioux. Il s'agit peut-être de celle de la collection Herbert Cook à Richmond. | [ 18 ] |
| 6  | Peinture sur toile        | 176 × 231 cm         | De provenance inconnue, vente à Bruxelles le 10 septembre 1764, puis le 24 août 1775 par Jorez, toujours à Bruxelles et enfin à Londres par Christie's le 20 mai 1949. Elle a d'abord été attribuée comme une copie d'après Rubens, puis à Rubens lui-même. | [ 18 ] |
| 7  | Peinture                  | inconnues            | Copie par Balthazar Beschey du XVIIIe siècle vendue par Christie's à Madrid entre le 16 et le 17 mai 1974. | [ 18 ] |
| 8  | Peinture sur toile        | 109 × 147,5 cm       | Vente à Londres par Sotheby's le 19 juillet 1944, puis à Bradford par Alfred H. Dobson le 30 novembre 1944. | [ 46 ] |
| 9  | Peinture sur toile        | 198 × 266,5 cm       | Copie de la série de Schleissheim, possiblement identique au no 10. Propriété de John Calvert Wombwell, vente à Londres par Christie's, le 28 février 1891 ; propriété de Sir Cuthbert Quilter, don au County Council of Sudbury vers 1897 qui le présente aux administrateurs du Trustees of the Gainsborough’s House National Appeal Fund qui le vendra à Londres par Christie's le 29 novembre 1957. Achat par De Crescenzo. | [ 46 ] |
| 10 | Peinture, support inconnu | inconnues            | Copie de la série de Schleissheim, possiblement identique au no 9. Collection privée romaine. Signalée en 1963 par A. Porcella puis en 1977 par D. Bodart. | [ 46 ] |
| 11 | Peinture sur toile        | 250 × 300 cm environ | Copie de la série de Schleissheim, possiblement identique à l'un des tableaux listés ici. Marché d'Art de Cannes, 1983. | [ 46 ] |
| 12 | Peinture sur bois         | 98 × 125 cm          | Deutsches Jagdmuseum, Inv.N0.5008 | [ 46 ] |
| 13 | Peinture sur toile        | 117 × 157,5 cm       | Collection privée suisse. | [ 46 ] |
| 14 | Peinture sur toile        | 136 × 190 cm         | Propriété de Hafner à Linz. Après sa mort, le tableau est acheté par Anton Heiser, toujours à Linz. Propriété de Toni Heiser en 1953 à Ulm. | [ 46 ] |
| 15 | Peinture sur toile        | 101 × 120 cm         | Vente par Sotheby's à Londres le 28 avril 1971. | [ 46 ] |
| 16 | Peinture sur toile        | 144 × 208 cm         | Les dimensions de ce tableau ont varié. Présent dans la collection de Franz et Bernhard Imstenraedt (84 × 105 cm environ), il est mis en loterie, mais non vendu le 21 avril 1670. Acheté par l'évêque Karl von Liechtenstein en 1763 aux Imstenraedt. Gardé alternativement à Kremsier et Olomouc. En 1930, le tableau est signalé comme étant de dimensions 144 × 208 cm et attribué à l'atelier de Rubens.                   | [ 46 ] |
| 17 | Peinture, support inconnu | inconnues            | Signalé par Jacob Burchard en 1925 dans la galerie de Mme Gruter-Van der Linden à Anvers. | [ 39 ] |
| 18 | Peinture sur toile        | 158 × 231 cm         | Appartenant peut-être à Eugène Delacroix, vente à l'Hôtel Drouot le 12 décembre 1966, attribué à l'atelier de Rubens. | [ 39 ] |
| 19 | Peinture, support inconnu | inconnues            | Vente par le palais des Beaux-Arts de Bruxelles le 19 novembre 1968. | [ 39 ] |
| 20 | Peinture, support inconnu | inconnues            | Signalé par Nicodème Tessin le Jeune à Bruxelles en 1687. | [ 39 ] |
| 21 | Dessin                    | 165 × 178 mm         | Porte une inscription au recto : « Iunius 15 1619 ». Leo C. Collins, New York, 1952. | [ 39 ] |

## Analyse

### Influences

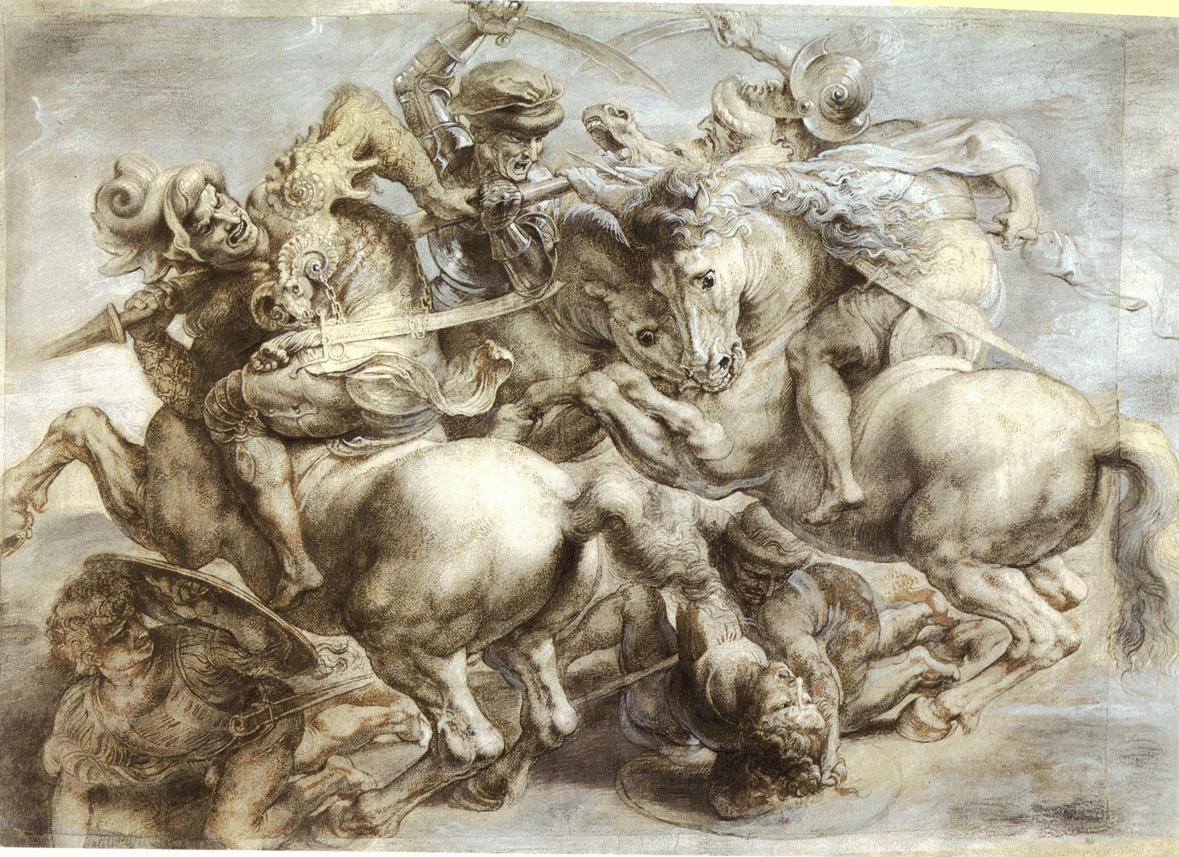
Copie de La Bataille d'Anghiari par Rubens.

Lors de son voyage en Italie, Rubens découvre des copies et une estampe de La Bataille d'Anghiari célèbre fresque de Léonard de Vinci, peinte au Palazzo Vecchio à Florence et déjà disparue à l'époque de Rubens. L'artiste en fait au moins deux dessins. De la Bataille d'Anghiari sortirent de nombreuses scènes de chasses et de batailles comme La Bataille des Amazones (vers 1617) et La Chasse au lion (1621). Les gravures de chasse du graveur flamand Philippe Galle (1537-1612) sont également une source d'influence. 
Johannes Stradanus et Antonio Tempesta comptent parmi les sources iconographiques, notamment pour les Maures et les personnages du Proche-Orient, utilisées par Rubens pour La Chasse au tigre. Selon Arnout Balis, de manière plus générale, Rubens s'est basé sur les compositions de ces deux artistes pour élaborer ses chasses exotiques, puis a peu à peu ajouté ou modifié des éléments, tableaux après tableaux, avant de trouver une composition satisfaisante et de s'approprier le thème. Rubens a cependant enrichi le genre par des sources littéraires et iconographiques très variées, montrant une documentation importante du peintre, tels que des thèmes issus de l'Antiquité.
Les scènes de chasse de Rubens sont des toiles de grande taille, et il est possible que des membres de son atelier aient largement contribué à la réalisation de ses œuvres, notamment Van Dyck et Soutman, ses assistants. Frans Snyders a contribué à l'ensemble des quatre scènes de chasse de Schleissheim. Toutefois, selon Arnout Balis, les animaux de La Chasse au tigre, La chasse au crocodile et à l'hippopotame et la Chasse au lion ont été peints par Rubens, éventuellement aidé par un élève de son atelier. 

### Composition
La lecture du tableau donne une première impression de complexité, du fait des nombreux personnages en mouvement dont l'action dépasse le cadre. Rubens essaie de composer une scène la plus élaborée possible, présentant le plus large panel d'attitudes et d'émotions de toutes sortes, sans perdre en unicité et en clarté, ce qui est le cœur du problème. La composition est organisée en deux diagonales : la première traverse le tableau de la main du cavalier rouge au léopard transpercé, la seconde traverse Samson et le cavalier vert. Le cheval cabré, l'homme au turban et le tigre forment le cœur de la composition : le cheval forme une lettre S dont le centre de gravité correspond à l'axe vertical du tableau. Les personnages apparaissent par paires : au premier plan, deux cavaliers orientaux répondent aux deux lutteurs, tandis qu'à l'arrière-plan les cavaliers en armure en haut à droite s'opposent aux cavaliers estompés en haut à gauche.
L'intensité dramatique s'exprime dans le mouvement et la couleur. Rubens juxtapose des tons chauds et froids, couleurs primaires et leurs complémentaires. La tonalité du tableau est dorée, mais les couleurs sont intenses, le ciel est bleu vif, le paysage passe du vert au premier plan au bleu à l'horizon. Cette intensité est renforcée par la juxtaposition des couleurs primaires et de leurs complémentaires, par exemple le rouge de la tunique du cavalier oriental de gauche répond au vert de celui de droite. Par ailleurs, Rubens joue sur les contrastes entre tonalités chaudes et froides : le rouge et les bruns du premier cavalier oriental s'opposent aux couleurs froides du cavalier central (gris, blanc et vert). L'ocre clair de la partie en bas à gauche s'oppose aux tons froids et sombres de la partie en haut à droite du tableau.
Selon Arnout Balis, La Chasse au tigre manque d'unité et de cohérence, et l'attention du public est perdue, défaut corrigé dans La Chasse au lion de Munich. Le cavalier et le dernier lion à gauche du tableau sont brutalement coupés sur le bord du tableau. À droite, une tête de cheval se fond avec une autre et est également brusquement coupée par le cadre. Jean Lacambre fait remarquer que la figure de Samson sauvant un seconde personnage à gauche du tableau a pour conséquence d'amoindrir le sens du geste du Maure au-dessus d'eux. Par ailleurs, selon D. Rosand, le tigre coupe maladroitement le tableau en deux parties.

### Le thème de la chasse

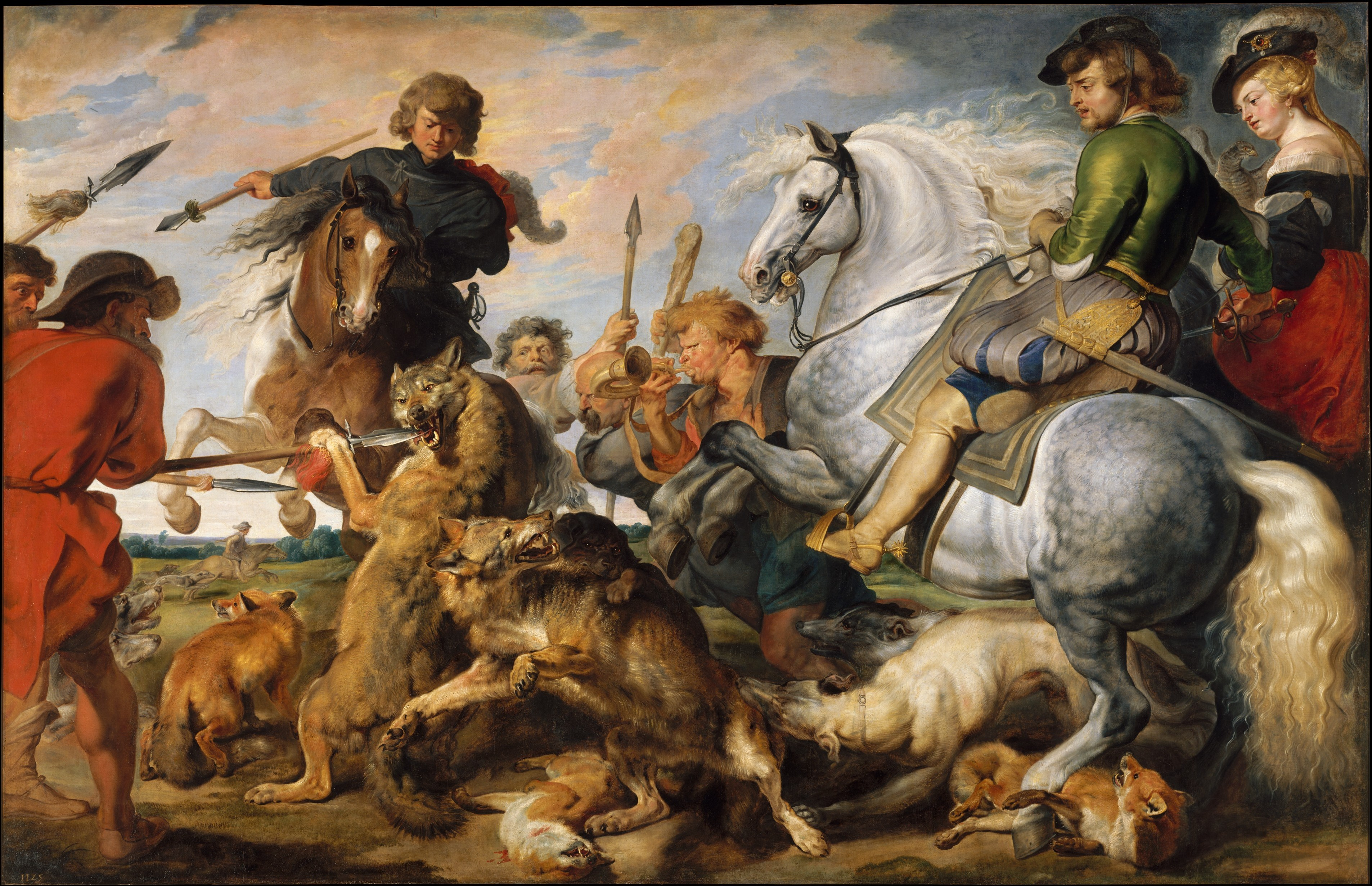
La Chasse au loup et au renard est la première œuvre de Rubens entièrement consacrée au thème de la chasse.

Le thème de la chasse est très populaire du milieu du XVIe siècle jusqu'au XVIIIe siècle. Il est très proche de celui des batailles, également fréquent à cette époque. Ces deux thèmes sont très présents dans l’œuvre de Rubens,, qui est considéré comme l'un des artistes ayant renouvelé ce genre sous-exploité depuis la Renaissance. 
Entre 1616 et 1621, Rubens peint une succession de scènes de chasse extrêmement dynamiques, dont la technique et la composition s'améliorent de tableaux en tableaux. Cette première période créative commence par La Chasse au loup et au renard pour culminer par La Chasse au  lion de l'Alte Pinakothek. Selon Arnout Balis, les œuvres ultérieures sont plus formelles et routinières, jusqu'à la seconde période créative qui s'étale de la fin des années 1620 à 1640.
Les tableaux de la première période montrent que Rubens a volontairement utilisé les codes des peintres de cour, en glorifiant la noblesse. En effet, la chasse est un symbole de ce statut social, puisqu'il sous-entend la possession d'importants terrains. C'est également une véritable passion pour de nombreux souverains d'Europe. Rubens est tout à fait conscient de l'intérêt suscité par ses peintures de chasse ; il a compris leur potentiel de vente auprès des classes dirigeantes et ces peintures de genre s'inscrivent dans une stratégie commerciale. Toutefois, la créativité exprimée ne s'explique pas totalement par un but purement mercantile. Ainsi, Jacob Burckhardt, juge que les scènes de chasse de Rubens relèvent du « désir irrésistible d'étudier et de peindre des bêtes impressionnantes et au plaisir suprême qu'il [Rubens] prenait à toute forme de mouvement ». 

### Les figures
Rubens utilise toute son imagination pour réaliser ce tableau, sans se soucier de la réalité historique ou géographique : des cavaliers en armures côtoient le personnage biblique de Samson dans une chasse où s'unissent plusieurs félins différents. De nombreux motifs présents dans les œuvres de Rubens et de ses assistants se retrouvent d'un tableau à l'autre. 

#### Le cavalier central
Le cavalier attaqué par le tigre est réutilisé à de nombreuses reprises dans d'autres chasses : la Chasse au lion et au léopard de Dresde et son esquisse de la National Gallery de Londres, l'esquisse d'une Chasse au Lion du Worcester Art Museum, et bien sûr diverses répliques et versions de La Chasse au tigre (Hartford, Galleria Corsini, esquisse de la Nasjonalgalleriet d'Oslo).
Un lion attaquant un cavalier dans le dos est peint par Stradanus et gravé par Jérôme Cock en 1570, toutefois, il pourrait également s'agir d'un modèle de l'Antiquité. De même, le cheval dressé est peut-être issu du recueil d’œuvre de Stradanus Equile Joannis Austriaci Caroli V imp..

#### Le cavalier en armure avec une lance
La figure du cavalier à l’extrême droite, avec sa lance pointant vers l’arrière est une réutilisation à l'envers d'un cavalier utilisé dans La Mort de Decius Mus,. Une esquisse à l'huile représentant ce personnage est détenue par la National Gallery de Londres et est datée vers 1614 à 1615. Le dessin préparatoire a probablement été réalisé après le 9 novembre 1616, quand le contrat pour Decius Mus a été signé.

#### Les Maures
La figure du Maure est inspirée du tableau Le Sultan Mulay Ahmad de Tunis de Jan Vermeyen, dont Rubens possède une copie et a réalisé une peinture Portrait d'Ahmed III al-Hafsi en 1609. Ce motif est réutilisé à plusieurs reprises dans les Adorations des Mages.

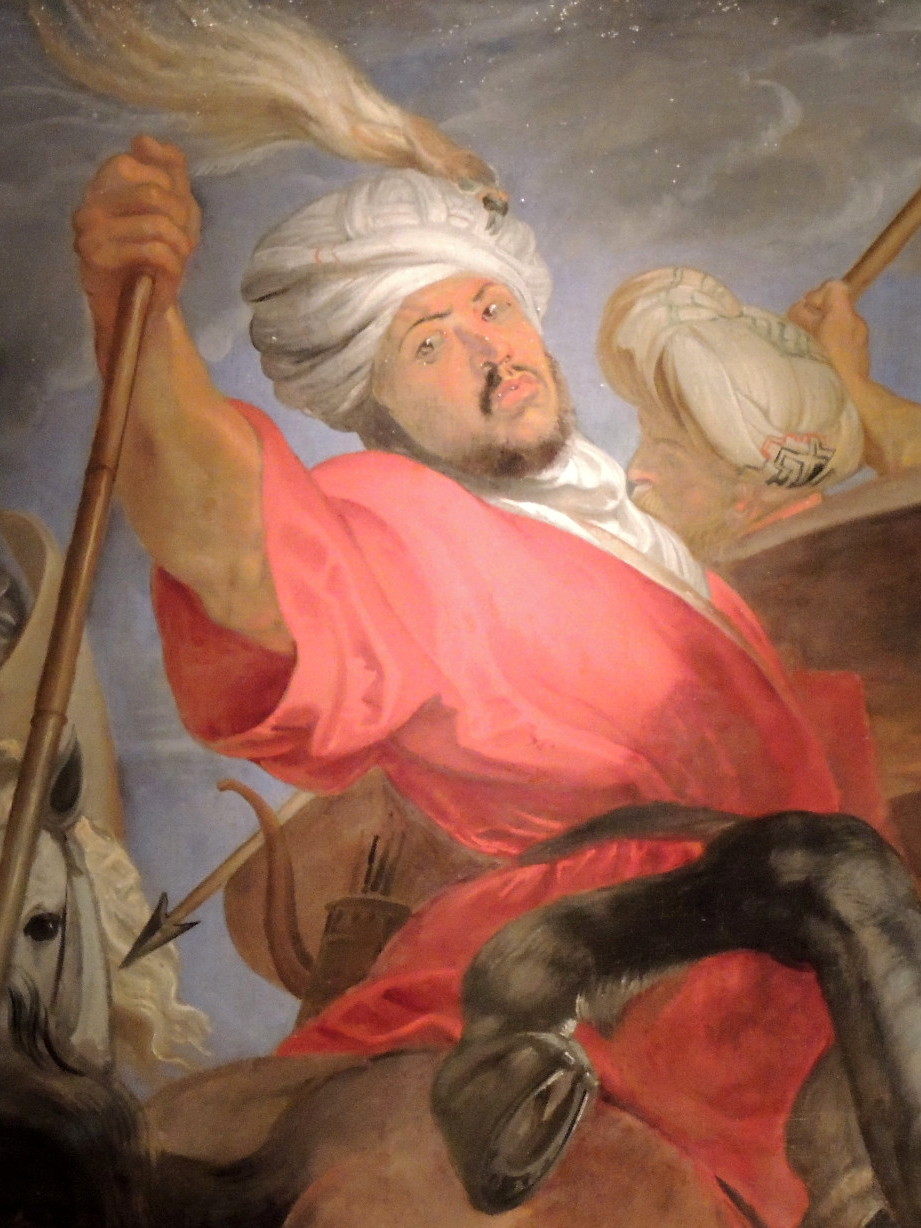
Le Maure au centre du tableau.
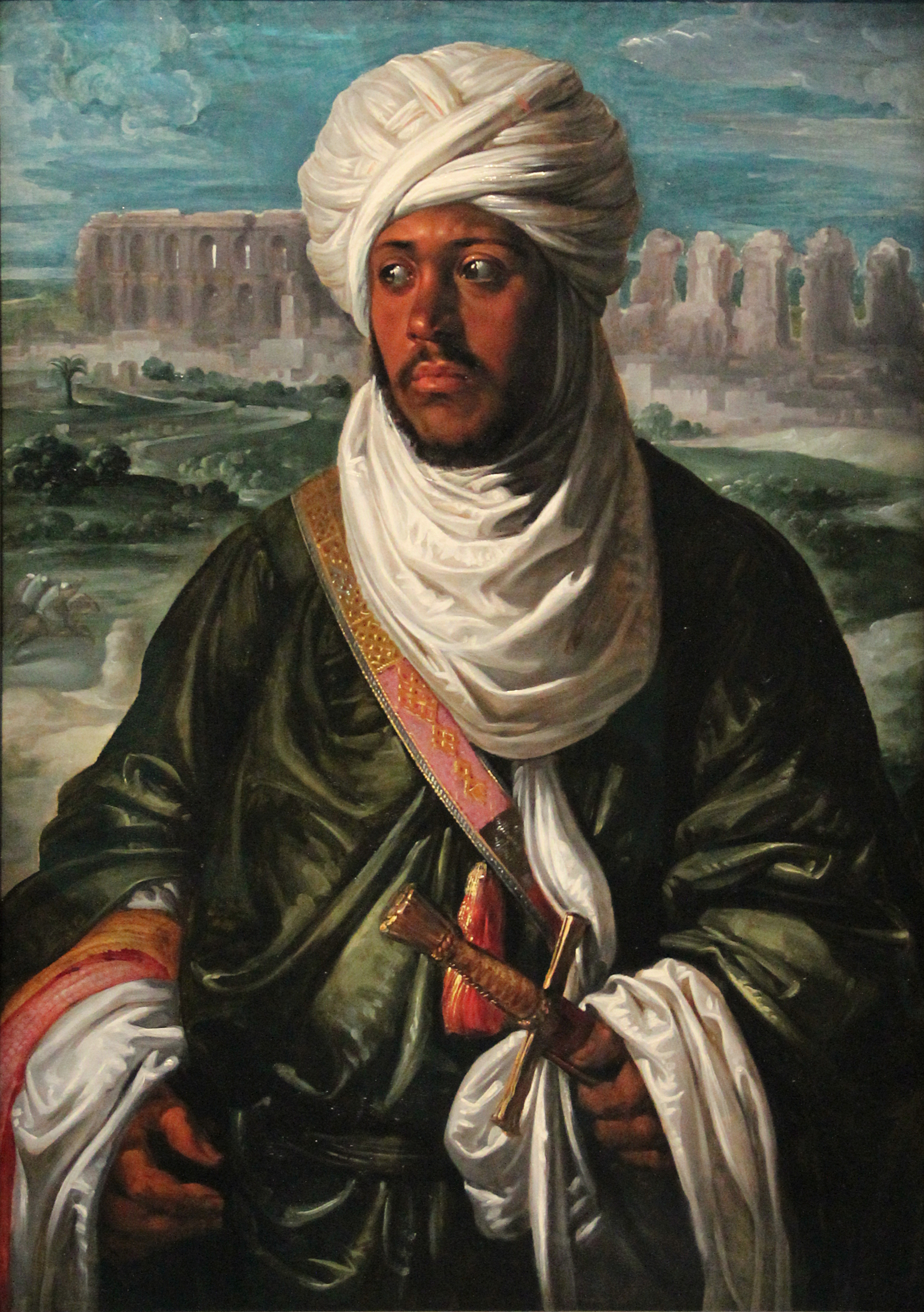
Portrait d'Ahmed III al-Hafsi par Rubens d'après Jan Vermeyen.

#### Samson

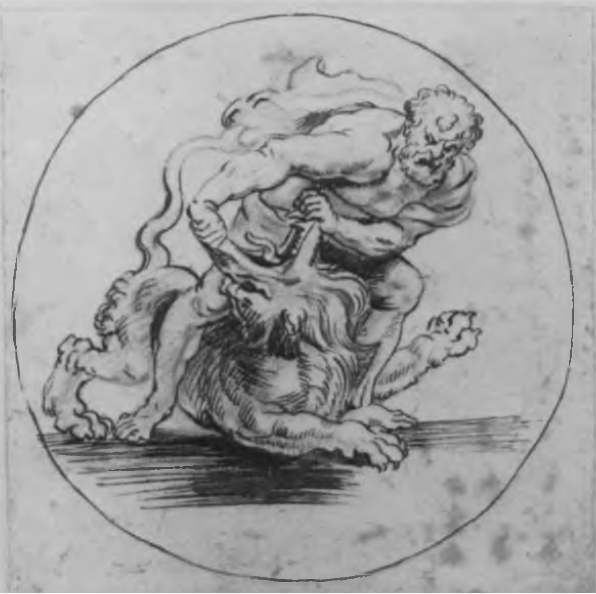
Samson tuant le lion, Fondation Custodia.

L'homme ouvrant la gueule du lion est un rappel évident à l'histoire de Samson, thème biblique fortement associé à la victoire du Christ sur le Diable. La figure de Samson évoque Samson tuant le Lion, dessin à la plume en bistre sur esquisse de pierre noire, détenu par la Fondation Custodia.

#### Les animaux
Les scènes de chasse contiennent logiquement une grande variété d'animaux. Peu d'artiste avant Rubens ont pris le temps de s'intéresser aux animaux, hormis à des fins scientifiques. Lors de la réalisation de l’œuvre, peu ou pas d'artiste ont observé de félins, les parcs zoologiques n'existant pas, pourtant Rubens a réussi à dépeindre la vie et le réalisme par sa composition. Rubens a peut-être observé des lions dans la ménagerie de Gand, mais la présence de tigre en Europe durant la fin du XVIe siècle et le XVIIe siècle est plus rare. Inexistants aux Pays-Bas du temps de Rubens, l'artiste a recréé des animaux exotiques grâce à ses connaissances en anatomie et à sa maîtrise de la peinture. Selon Nico van Hout, la « fourrure et le marquage des léopards et des tigres [sont réalisés] avec une habileté quasi-miraculeuse ».
Le peintre s'est documenté sur le sujet en achetant des livres de zoologie à Balthasar Moretus entre 1613 et 1617. Il a également copié des gravures, notamment celles de Jost Amman, des statues et bas-reliefs antiques en Italie ou imités de dessins de Léonard de Vinci. Ainsi, Rubens utilise une copie d'une statuette en bronze de Padoue du XVIe siècle,, pour réaliser la tigresse dans La Chasse au tigre, mais également la lionne à l’extrême droite de Daniel dans la fosse aux lions et une lionne dans la variante La Chasse au lion et au léopard de Dresde.
Le tigre est le centre de l'attention du tableau. Dans l'esquisse de la National Gallery, Rubens a remplacé le tigre par un lion, ce qui indique qu'il ne fait pas de distinction entre l'anatomie des deux félins. Toutefois, le peintre possédait probablement une peau de tigre pour le portraiturer de façon si convaincante. 
Pour le léopard mort, Rubens a utilisé une étude d'un lion endormi, visible à la Pierpont Morgan Library à New York. Cette figure est déjà apparue dans Daniel dans la fosse au lions, : la pose est identique, hormis la mâchoire, ouverte. Un dessin préparatoire de ce léopard est détenu par la Morgan Library and Museum à New York.

### Étude par rapport aux autres copies
Il n'existe aucune étude ou esquisse à l'huile de cette œuvre, ce qui rend difficile la compréhension de la genèse de l’œuvre. Les études se basent sur les différentes copies et variantes du tableau.
Dans la copie de Barcelone (copie n°2), la composition est plus explicite que celle du tableau original : le cavalier à gauche est entièrement visible et la partie haute du félin est visible, ce qui rend bien plus compréhensible l'action des cavaliers en arrière-plan. Les chevaux à droite n'ont plus la tête confondue. Le cheval à l'avant-plan étire son cou au-dessus de l'autre. Cette figure est par ailleurs réutilisée dans La Chasse au lion et au léopard. Selon Arnout Balis, cette composition améliorée était probablement celle que Rubens avait en tête lors de la réalisation de La Chasse au tigre. Le tableau original n'ayant pas été redimensionné, il se pourrait que le peintre ait changé d'avis durant la peinture ou qu'il s'est aperçu en cours de réalisation qu'il n'aurait pas suffisamment d'espace pour insérer son idée.
Le cavalier enturbanné à l'arrière-plan à gauche, derrière un premier Maure, n'apparaît pas dans L'Allégorie de la vue de Jan Brueghel. Cela pourrait indiquer que la chasse de Rennes n'est pas l'original. Maximilien de Bavière ou son agent a probablement vu une chasse avant de faire la commande à Rubens : le tableau de l'archiduc Albert, représenté dans les Allégories, aurait alors pu être ce modèle. Toutefois, la copie d'Hartford donne un indice intéressant : le cavalier enturbanné est présent dans le dessin sous-jacent, mais a disparu dans la version finale. Il serait alors le signe d'une évolution de la composition, lors des diverses copies réalisées par Rubens et son atelier. Le personnage ressemblant à Samson subit le même type de modification : la jambe droite du personnage apparaît dans la version rennaise, mais par dans celle d'Hartford, du Palazoo Corsini et dans l'Allégorie de la Vue.
Un autre débat est le lien entre La Chasse au Tigre et La Chasse au lion et au léopard. En-dehors d'un groupe de personnage dans le bord inférieur gauche du tableau et le remplacement de deux tigres par deux lions, La Chasse au lion et au léopard de Dresde est identique aux versions « simplifiée » d'Hartford et de l'Allégorie de la vue. Par ailleurs, une esquisse à l'huile détenue par la National Gallery, où le cavalier est attaqué par un lion plutôt qu'un tigre, est une étape intermédiaire entre les deux compositions. Selon Rosand, cela implique que La Chasse au Tigre est postérieure à La Chasse au lion et au léopard, car la composition s'est complexifiée entre les deux tableaux avec l'ajout de personnages. Toutefois, selon Arnout Balis, bien que la composition de La Chasse au tigre soit plus compliquée, cela peut également s'expliquer par un travail continu sur la composition des chasses, qui se sont simplifiées au cours du temps. Par ailleurs, l'esquisse de la National Gallery peut être considérée comme un travail préparatoire avant La Chasse au tigre, et le motif central n'a que peu de points communs avec les deux tableaux : cela pourrait être une étude pour un tableau qui n'a jamais été exécuté.
La figure du cavalier à l’extrême droite, avec sa lance pointant vers l’arrière, permet de donner un terminus post quem à l'œuvre : il s'agit en effet d'une réutilisation à l'envers d'un cavalier utilisé dans La Mort de Decius Mus. Le personnage a probablement été créé pour La Mort de Decius Mus puis réutilisée dans La Chasse au tigre. Le dessin préparatoire a probablement été réalisé après le 9 novembre 1616, quand le contrat pour Decius Mus a été signé, et donc la première version de La Chasse au tigre a été probablement réalisée après cette date. Deux versions de La Chasse au tigre ont probablement été peintes en fin d'année 1616 et terminée dans le courant de l'année 1617 : d'abord la version pour Maximilien de Bavières, maintenant à Rennes, et ensuite celle pour Albert d'Autriche, maintenant disparu dans l'incendie. Les autres copies ont été réalisées peu après, par l'atelier ou Rubens lui-même. La version du Palazzo Corsini n'est probablement pas terminé avant novembre 1620, il est cependant difficile de démêler les dates de création des différentes copies, qui se recouvrent probablement.